# Kótaró Macušima
Kótaró Munyaradzi Macušima (japonsky 松島 幸太朗, Macušima Kótaró, anglickým přepisem Kotaro Matsushima; * 26. února 1993 Pretorie) je japonský ragbista hrající za japonský klub Tokyo Sungoliath a japonskou reprezentaci. Jeho preferované pozice jsou zadák a křídlo. S kubem Suntory Sungoliath vyhrál v roce 2017 a 2018 japonskou ligu. 
Narodil se v Jižní Africe japonské matce a otci ze Zimbabwe. Za Japonsko mohl začít hrát po tříletém pobytu v zemi. Reprezentační premiéru zažil v květnu 2014 proti Filipínám.
Zúčastnil se MS 2015, MS 2019 a MS 2023. Dokázal položit ze všech Japonců nejvíce pětek (5) na jednom světovém šampionátu (MS 2019) a také se mu jako prvnímu reprezentantovi Japonska na stejném turnaji povedlo položit v jednom zápase mistrovství světa tři pětky.